# 基洛夫 (卡卢加州)
54°05′N 34°18′E / 54.083°N 34.300°E
基洛夫 （俄语：Ки́ров）是俄羅斯卡盧加州西南部的一個城市。2002年人口38,893人。
1745年開埠，稱佩索奇尼亚（Песо́чня）。1936年設市，並改以布爾什維克領袖謝爾蓋·基洛夫命名。